# Глядковский сельский округ
Глядко́вский се́льский о́круг — административно-территориальная единица на территории Сасовского района Рязанской области.
Административный центр — село Глядково.

## История
Образован изменением от 01.02.1998 № 1/97 в ОКАТО ОК 019-95..
Законом Рязанской области от 07.10.2004 № 96-ОЗ на территории четырёх сельских округов — Глядковского, Огарёво-Почковского, Темгеневского и Устьевского — было образовано одно муниципальное образование — Глядковское сельское поселение с сохранением административного центра в селе Глядково.

## Административное устройство
До 2004 года в состав Глядковского сельского округа входил один населённый пункт — село Глядково.
Территория современного сельского округа совпадает с территорией сельского поселения.